# Асани, Ясир
Ясир Фадиль Асани (алб. Jasir Fadil Asani; род. 19 мая 1995, Скопье) — албанский и северомакедонский футболист, полузащитник южнокорейского клуба «Кванджу» и сборной Албании. Участник чемпионата Европы 2024.

## Клубная карьера

### «Вардар»
Воспитанник северомакедонского «Вардара», который и стал его первым клубом в профессиональной карьере. Дебют Асани за клуб из Скопье состоялся 25 августа 2013 года в выездном матче с «Горизонтом» из Турново, когда он вышел на поле на 84-й минуте вместо Мирослава Йовановского. Первый гол забил в ворота «Работничков» 15 марта 2014 года. Ясир открыл счёт в матче на 37-й минуте, но затем соперник забил два мяча и выиграл встречу. 30 марта внёс существенный вклад в разгром «Напредока», оформив хет-трик. Сезон Асани закончил с 12 матчами и 7 забитыми мячами в активе.
В сезоне 2014/15 Ясир принял участие в 26 матчах (20 из них в стартовом составе) в чемпионате и забил 5 мячей. Первый гол в сезоне он забил 31 августа в выездной встрече с «Металлургом» (4:1). По итогам сезона «Вардар» занял первое место в турнирной таблице и в восьмой раз в своей истории стал чемпионом. В кубке страны команда дошла до четвертьфинала, где по сумме двух встреч уступила «Ренове». Ясир сыграл в обоих матчах, забив в первом из них один из мячей своей команды.
В следующем сезоне Асани принял участие в половине игр своей команды и забил 3 гола. «Вардар» вновь стал чемпионом, на пять очков опередив финишировавшую второй «Шкендию». По результатам предыдущего сезона команда получила право выступать в квалификации Лиги чемпионов. В первом матче 2-го квалификационного раунда с кипрским АПОЭЛ Ясир вышел на поле на 88-й минуте вместо Деяна Блажевски.
В конце августа 2016 года албанский «Партизани» сделал «Вардару» предложение о покупке Асани за 150 тысяч евро, но сделка так и не была завершена до закрытия трансферного окна. Поэтому первую половину сезона 2016/17 Ясир провёл в своей старой команде, играя регулярно, но в основном выходя на замены.

### «Шкупи»
25 января 2017 года перешёл на правах аренды в «Шкупи». Свой первый матч за новую команду провёл 26 февраля с «Работничками». Асани вышел в стартовом составе и был заменён в самом конце встречи. 12 марта открыл счёт голам за «Шкупи». На 37-й минуте с «Реновой» он сравнял счёт, а на 70-й минуте установил окончательный счёт 3:2, принеся своей команде победу. За 14 матчей в оставшейся части чемпионата на его счету 3 забитых мяча и 4 жёлтых карточки. По итогам сезона команда заняла 8 места и была вынуждена играть переходные матчи за право остаться в высшей лиге с «Новаци». Асани принял участие в обеих встречах, но результативными действиями не отметился. «Шкупи» победил в сумме 7:2 и сохранил своё место.

### «Победа»
Завершившийся контракт с «Вардаром» стороны решили не продлевать и 24 июля 2017 года Асани подписал полугодичный контракт с возможностью продления с клубом «Победа».
Его дебют состоялся 13 августа в игре с «Пелистером», когда Ясир появился на поле после перерыва. Руководство и главный тренер команды Зоран Штерьовский весьма рассчитывали на полузащитника, имеющего серьёзный опыт в чемпионате Македонии. Однако, за «Победу» Асани провёл всего два матча. После этого контракт по обоюдному согласию был расторгнут.

### «Партизани»
22 сентября 2017 года на правах свободного агента подписал контракт с албанским клубом «Партизани». Первый матч за тиранскую команду сыграл через месяц 29 октября в 8-м туре чемпионата Албании с «Фламуртари». Асани начал на скамейке запасных, но за 10 минут до конца встречи главный тренер Марк Юлиано выпустил его на поле вместо Милана Басрака. Первые голы за «Партизани» Ясир забил в феврале 2018 года в ворота «Камзы». Вначале на 6-й минуте матча он открыл счёт, а через 17 минут удвоил преимущество, принеся тем самым своей команде победу. По итогам сезона клуб Асани занял 5 место в турнирной таблице, а сам полузащитник принял участие в 29 играх, забив 4 мяча.
Итоговое место в турнирной таблице позволило клубу из Тираны в сезоне 2018/19 попробовать свои силы в первом квалификационном раунде Лиги Европы. По результатам двухматчевого противостояния со словенским «Марибором» албанская команда проиграла и покинула турнир, а Асани принял участие в обеих встречах. В чемпионате дела шли лучше, чем на международной арене. В чемпионате «Партизани» занял первую строчку в турнирной таблице и в 16-й раз завоевал чемпионский титул. На счету Ясира 33 проведённые игры, в которых он забил 8 мячей.
В матче открытии сезона 2019/20 в рамках суперкубка Албании «Партизани» встречался с обладателем кубка «Кукеси». Асани вышел в стартовом составе и в начале второго тайма был заменен, а чемпион выиграл встречу в дополнительное время со счётом 4:2.

### АИК
В середине декабря 2019 года было объявлено, что стокгольмский АИК договорился с «Партизани» об аренде Ясира Асани до конца июня 2020 года. Арендное соглашение вступило в силу с января. В феврале он уже играл в групповом этапе Кубка Швеции, а в первом же матче стартовавшего в июне чемпионата страны забил гол.

## Карьера в сборной
Выступал за юношеские и молодёжные сборные Северной Македонии различных возрастов.
В связи с получением гражданства Албании 22 января провёл одну игру за сборную Албании на сборе в Турции в товарищеском матче с Саудовской Аравией и забил единственный гол своей команды.

## Личная жизнь
Родился в Скопье в семье выходцев из Албании. 18 марта 2016 года указом президента Буяра Нишани ему было предоставлено албанское гражданство.

## Достижения
«Вардар»
- Чемпион Македонии: 2014/15, 2015/16

«Партизани»
- Чемпион Албании: 2018/19
- Обладатель Суперкубка Албании: 2019

## Клубная статистика
| Выступление      | Выступление      | Выступление      | Лига | Лига | Кубки | Кубки | Конт.кубки | Конт.кубки | Итого | Итого |
| Клуб             | Лига             | Сезон            | Игры | Голы | Игры  | Голы  | Игры       | Голы       | Игры  | Голы  |
| ---------------- | ---------------- | ---------------- | ---- | ---- | ----- | ----- | ---------- | ---------- | ----- | ----- |
| ФАР              | Первая лига      | 2013/14          | 12   | 7    | 0     | 0     | —          | —          | 12    | 7     |
| ФАР              | Первая лига      | 2014/15          | 26   | 5    | 2     | 1     | —          | —          | 28    | 6     |
| ФАР              | Первая лига      | 2015/16          | 15   | 3    | 0     | 0     | 1          | 0          | 16    | 3     |
| ФАР              | Первая лига      | 2016/17          | 13   | 2    | 2     | 1     | 2          | 1          | 17    | 4     |
| ФАР              | Итого            | Итого            | 66   | 17   | 4     | 2     | 3          | 1          | 73    | 20    |
| → Шкупи          | Первая лига      | 2016/17          | 14   | 3    | 0     | 0     | —          | —          | 14    | 3     |
| → Шкупи          | Итого            | Итого            | 14   | 3    | 0     | 0     | 0          | 0          | 14    | 3     |
| Победа           | Первая лига      | 2017/18          | 2    | 0    | 0     | 0     | —          | —          | 2     | 0     |
| Победа           | Итого            | Итого            | 2    | 0    | 0     | 0     | 0          | 0          | 2     | 0     |
| Партизани        | Суперлига        | 2017/18          | 29   | 4    | 4     | 1     | —          | —          | 33    | 5     |
| Партизани        | Суперлига        | 2018/19          | 33   | 8    | 3     | 0     | 2          | 0          | 38    | 8     |
| Партизани        | Суперлига        | 2019/20          | 14   | 3    | 1     | 0     | 4          | 1          | 19    | 4     |
| Партизани        | Итого            | Итого            | 76   | 15   | 8     | 1     | 6          | 1          | 90    | 17    |
| АИК              | Аллсвенскан      | 2020             | 2    | 1    | 3     | 1     | —          | —          | 5     | 2     |
| АИК              | Итого            | Итого            | 2    | 1    | 3     | 1     | 0          | 0          | 5     | 2     |
| Всего за карьеру | Всего за карьеру | Всего за карьеру | 160  | 36   | 15    | 4     | 9          | 2          | 184   | 42    |